# أسفورين السفلي (قلعة أصغر)
أسفورين السفلي (بالفارسية: اسفورین سفلی) هي قرية تقع في إيران في ناحية لاله زار. يقدر عدد سكانها بـ 33 نسمة بحسب إحصاء 2016.